# ワイアケア高等学校
ワイアケア高等学校（ワイアケアこうとうがっこう、英語: Waiākea High School）は、アメリカ合衆国ハワイ州ハワイ島のヒロ地区に2つある公立高校（9年～12年）のひとつで、1976年に開校した。もうひとつの公立高校は、ヒロ高等学校である。

## 概要
ワイアケア（Waiākea）はハワイ独特の土地制度「アフプアア」による土地名である。ハワイ語でワイ（Wai）は「水」、アケア（ākea）は「広い」という意味で、そこにはワイアケア川があり、広い水辺の野原にハワイ人たちが居住していた。
この高校のマスコットはウォリアー（戦士）である。1980年に最初のクラスが卒業し、現在約1,300人の生徒が在籍している。 場所は、ハワイ大学ヒロ校の向かいにある。キャンパスには、日系アメリカ人彫刻家のサトル・アベ（Satoru Abe）による海の彫刻風景が自慢である。

## 再編
2003年にワイアケア高校は、連邦政府の助成金を得て、小規模学習コミュニティ（Small Learning Community、略称：SLC）への再編を開始した。SLCには、9年生と10年生の家で、11年生と12年生のキャリア、アカデミーが含まれている。これらのアカデミーには、ビジネス、健康とフィットネス、公共サービスとヒューマンサービス、環太平洋文化と天然資源、産業技術とエンジニアリング、芸術とコミュニケーションなどがある。
ワイアケアでは、すべての11、12年生にはメンタリング・プログラムを必須としている。学生は、学業の希望に基づいて指導を受けるようになっている。
新しい全天候型のトラックとフットボール競技場が2008年に建設され、元の老朽化したトラックとフットボール競技場に取って代った。
2002年、R棟で夜間に火災が発生し、推定400,000ドルの損害が発生した。建物は2005年に復元されて、再開した。

2006年には、放火犯によるとされる別の火災が発生し、150万ドルの損害を受けた。

## 著名な卒業生
- en:Ryan Higa - YouTubeパーソナリティ
- en:Billy Kenoi - もとハワイ郡長（2008-2016年）
- en:Darren Kimura - ビジネスマン
- en:Onan Masaoka - もと ロサンゼルス・ドジャース選手
- en:Kodi Medeiros - プロ野球選手
- en:Brad Tavares - 総合格闘技プロ[5]
- en:Kean Wong - メジャーリーグベースボール選手
- en:Lois Yamanaka - 作家

## 参照項目
- ヒロの学校一覧 (List of schools in Hilo, Hawaii)